# Perro amor (telenovela estadounidense)
Perro amor es una telenovela estadounidense, producida por Telemundo Studios para Telemundo en 2010.
Protagonizada por Carlos Ponce y Ana Lucia Domínguez; y con las participaciones antagónicas de Maritza Rodríguez, Khotan, Elluz Peraza y Freddy Víquez. Cuenta además con las actuaciones estelares de Natalia Ramírez, Maritza Bustamante, Victor Cámara, Rodrigo de la Rosa y Zully Montero.
Es una re-adaptación de la telenovela colombiana Perro amor de 1998, escrita por Natalia Ospina y Andrés Salgado. Como con la mayoría de sus otras telenovelas, Telemundo la transmite con subtítulos en inglés y subtítulos cerrados en CC3. La telenovela comenzó grabaciones para la tercera semana de noviembre de 2009, que culminaron el 15 de mayo de 2010. Telemundo empezó a transmitirla el 11 de enero de 2010, sustituyendo a Niños ricos, pobres padres. Terminó el 19 de julio de 2010, siendo reemplazada por El fantasma de Elena.

## Historia
La novela cuenta la historia de dos amantes: Antonio y Camila Brando, primos hermanos y que desde la adolescencia juegan con el amor. Son dos amantes que apuestan a vivir una vida llena de aventuras amorosas, de pasiones, de conquistas y de apuestas. Todo vale: hacer el amor en una ventana, en los baños de la oficina o en la cama matrimonial de Camila. Todo con una condición: no enamorarse ni entre ellos ni de nadie. El amor es un juego y el que se enamora pierde.
Antonio va a casarse con Daniela Valdirí, la hija de, Fernando Valdirí, socio de su padre, Pedro Brando, más el día de su boda, Camila le hace una de sus famosas apuestas: a que él no se atreve a plantar a la novia ante el altar. Antonio acepta la apuesta y la cumple sin pensar en las consecuencias: el papá de Daniela era el mayor inversionista en la constructora de la familia Brando y debido a la ofensa de Antonio rompe relaciones con ellos, con lo que hace peligrar un importante proyecto en el que está empeñada toda la fortuna de Doña Cecilia Botero vda. de Brando, la abuela de Antonio y Camila. Esto deja a la familia al borde de la quiebra.
El día de la boda Antonio conoce a Sofía Santana, una de las camareras de la fiesta, Camila apuesta a que es virgen y reta a Antonio a que juegue con ella, Sofía es una mujer humilde y de buenos sentimientos que se enamora enseguida de Antonio sin saber que detrás de todo esto se esconde la maldad de la perversa Camila.
Paralelamente, la familia Brando, ya sin dinero, embauca al testamento Dagoberto Pérez y toma posesión de las casas de un barrio sin pagar por ellas impulsando a Dagoberto a suicidarse cuando no puede darles la cara a sus vecinos. Su hijo, Rocky, jura entonces vengarse. Rocky es un muchacho honesto y sueña con ser músico, es un prometedor cantante de salsa que sí está enamorado de Sofía y que le ofrece un amor sincero, sin apuestas ni mentiras.
La apuesta de Antonio y Camila ha llegado demasiado lejos sin que les importe, ni el futuro económico de la constructora, ni que se hayan llevado por delante a un barrio entero, una familia y la felicidad de Rocky. Sin embargo, algo va a cambiar: Pedro Brando, el padre de Antonio, lo pone en la calle por ser tan inconsciente. Antonio decide entonces casarse con Sofía para así mostrarle a su padre que ha sentado cabeza pero Sofía que ya sabe lo perro que es, no quiere nada con él. Antonio queda atrapado en su propio juego; ha empezado a enamorarse realmente de Sofía y comienza a controlarla sin admitir ante Camila lo que en verdad siente por aquella. Camila, por su parte, empieza a hacerles la vida imposible a ambos tratando de recuperar a Antonio de quien, sin querer reconocerlo, está enamorada desde hace mucho tiempo.

## Elenco
- Carlos Ponce - Antonio Brando Montesinos "El Perro"
- Ana Lucía Domínguez - Sofía Santana Pinoz de Brando
- Maritza Rodríguez - Camila Brando de Cacéres
- Khotan Fernández - Rogelio Pérez / Rocky Peréz
- Maritza Bustamante - Daniela Valdirí
- Zully Montero - Doña Cecilia Botero Vda. de Brando
- Elluz Peraza - Clemencia Montesinos de Brando
- Víctor Cámara - Pedro Brando Botero
- Rodrigo de la Rosa - Gonzalo Cacéres
- Natalia Ramírez - Rosario Pinoz de Santana
- Raúl Arrieta - Diego Tamayo
- Martha Picanes - Doña Ligia Vda. de Pinoz
- Rosalinda Rodríguez - Doña Beatriz Vda. de Caparrozo
- Carlos Ferro - Bernardo Caparrozo
- Dayana Garroz - Viviana Herrera
- Silvana Arias - Verónica Jessica Murillo
- Manolo Coego Jr. - Joaquín Valencia
- Fred Valle - Fernando Valdirí
- Roberto Huicochea - Yiardinis Murillo
- Freddy Víquez - Jairo Chaparro
- Roberto Levermann - Usnavy Murillo
- Frank Falcón - Juan Camilo
- Carlos Garin - Ángel Santana
- Adrián Carvajal - Alejandro Santana
- Marko Figueroa - Mark
- Verónica Montes - Lena
- Patricia de León - Jennifer López
- Paola Campodonico - Lorena López
- Gerardo Riverón - Dagoberto Pérez
- Raúl Izaguirre - Luigi Dorado
- Ariel Díaz - Danilo de Mendoza
- Yami Quintero - Barbara
- Ezequiel Montalt - Doctor Juan Monsalve
- Katalina Krueger - Sara
- Arianna Coltellacci - Felipa Araujo
- Angélica Celaya - Miranda
- Samir Succar - Usmail Murillo
- Leslie Stewart - María Eugenia[1]
- Jencarlos Canela - Él Mismo
- Jorge Celedón - Él Mismo
- Marilyn Patiño - Mariana
- Yina Vélez - Nany

## Premios
Miami Life Awards 2011
- Villana del año: Maritza Rodríguez
- Actor de reparto: Rodrigo de la Rosa
- Primer Actor: Víctor Cámara
- Primera Actriz: Elluz Peraza